# Harpactea grisea
Harpactea grisea är en spindelart som först beskrevs av Giovanni Canestrini 1868.  Harpactea grisea ingår i släktet Harpactea och familjen ringögonspindlar. Inga underarter finns listade i Catalogue of Life.